# Gymnopilus californicus
Gymnopilus californicus là một loài nấm thuộc họ Cortinariaceae.